# الصوان الكبير
الصوان الكبير قرية سوريّة تتبع إداريّاً لمحافظة حلب منطقة عفرين ناحية راجو، بلغ تعداد سكانها 89 نسمة حسب التعداد السكاني لعام 2004.